# Sinal do piparote
Sinal do piparote ou Sinal de onda líquida é um sinal médico indicativo de ascite. Um impulso percebido através da transmissão pelo líquido acumulado, através de uma percussão em um dos flancos.
Para realizar o procedimento pede-se para o paciente (ou outra pessoa) colocar a mão na linha mediana do abdômen (apoiar com certa firmeza - não apoiando a palma, mas sim a lateral da mão esticada na linha médiana) e então realiza-se a percussão em um dos lados do abdômen. Observa-se se há transmissão de onda de líquido para o lado oposto do abdômen. Caso haja proseguimento da onda para o lado oposto do abdômen o sinal é considerado positivo.